# Torpedo-Makrele
Die Torpedo-Makrele (Scomberomorus commerson) ist ein Raubfisch aus der Familie der Makrelen und Thunfische, der vor allem im Indopazifik beheimatet ist. Die Art wird kommerziell befischt, ist als Sportfisch bekannt und mittlerweile zunehmend bedroht. Sie wird als Speisefisch vom Menschen genutzt.

## Beschreibung
Die Torpedo-Makrele besitzt eine lange erste Rückenflosse mit 15 bis 18 Hartstrahlen, wovon der zweite der längste ist, welche knapp hinter dem Kopf beginnt und kurz vor dem Ansatz der zweiten Rückenflosse endet. Die zweite Rückenflosse besteht aus 15 bis 20 Weichstrahlen. Der Ansatz der Afterflosse, die aus 16 bis 20 Weichstrahlen besteht, liegt etwas hinter dem der zweiten Rückenflosse. Auf der Oberseite des Schwanzstieles befinden sich acht bis zehn Flössel, auf der Unterseite sieben bis zwölf. Die Bauchflossen sind sehr klein. Die spitzen Brustflossen setzen hinter den Kiemendeckeln knapp unter der Körpermitte an. Der Körper ist spindelförmig. Die Flanken sind unterhalb der Seitenlinie mit dunklen, vertikal angeordneten Streifen bedeckt. Juvenile Exemplare haben an ihren Flanken dunkle, ovale Flecken. Der Rücken ist blau. Die Seitenlinie verläuft sehr unregelmäßig. Während sie zunächst weit oben am Körper verläuft, fällt sie am Ansatz der zweiten Rückenflosse weit unter die Körpermitte ab und verläuft etwa ab dem sechsten oberen Flössel wellig auf der Körpermitte. Es ist keine Schwimmblase vorhanden. Im endständigen Maul sitzen viele, recht große, leicht nach hinten gebogene Zähne.

## Verbreitung, Lebensraum und Biologie
Torpedomakrelen sind weit über die tropischen Regionen des Indischen Ozean und des westlichen Pazifiks verbreitet. Außerdem bewohnt sie die afrikanische Atlantikküste von Südafrika bis zum Äquator. Über den Suezkanal migrierte sie ins Mittelmeer und man nimmt an, dass sie sich in Zukunft dort auch verbreiten wird.
Die Torpedo-Makrele lebt ozeanodrom über dem Kontinentalschelf und bevorzugt Tiefen von 10 bis 70 Metern. Außerdem zeigt sie eine Vorliebe für Riffe. Oft dringt sie in seichtes Wasser mit recht geringem Salzgehalt vor. Sie ist ein Gruppenfisch, ist aber auch einzeln anzutreffen. Einige Populationen unternehmen größere Wanderungen an der Küste, andere bleiben ortstreu.
Torpedomakrelen sind epipelagische Raubfische, die sich vor allem von kleinen Fischen wie z. B. Sardellen und anderen kleinen Heringsartigen, ferner aber auch von Kopffüßern und Garnelen ernähren. Eier und Larven sind pelagisch. Wie alle Scombriden sind auch sie schnelle und ausdauernde Schwimmer.